# Carl Edvard Sonne

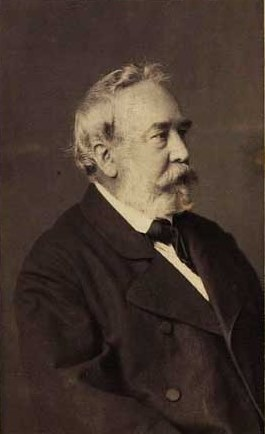
Carl Edvard Sonne 1874.

Carl Edvard Sonne,  född den 1 december 1804 i Birkeröd, död den 3 januari 1878, var en dansk grafiker, bror till målaren Jørgen Sonne
Sonne lärde kopparstickarkonsten av sin far, utbildade sig sedan under Toschi i Parma och återvände till Danmark 1847. Han var, skriver Philip Weilbach i Nordisk Familjebok, "en flitig och samvetsgrann, men icke särdeles själfull konstnär". Som hans bästa arbeten nämns Juel och hans hustru efter Juel, Den girige efter Simonsen, Karnevalsscen efter Exner, En liten flicka med en katt efter Marstrand, Abboten och den unga flickan efter Meyer, Slaget vid Fredericia efter brodern J.V. Sonne och Luther på riksdagen i Worms efter Müller.